# Stanisław Klemensiewicz
Stanisław Klemensiewicz (ur. 24 października 1854 w Krakowie, zm. 22 maja 1920 w Nowym Sączu) – polski entomolog-lepidopterolog.

## Życiorys
Syn Ludwika Klemesiewicza i Joanny z domu Malina. W 1880 obronił doktorat na Uniwersytecie Wiedeńskim, był faunistą i taksonomem. Prowadził badania nad motylami (Lepidoptera), poświęcił im kilkanaście prac naukowych m.in. „Galicyjskie gatunki rodziny Zygaenidae”. Był członkiem Komisji Fizjograficznej Polska Akademia Umiejętności, stworzył kolekcję Lepidotera Galicji, która została przekazana w większej części do zbiorów Muzeum Fizjograficznego PAU w Krakowie, obecnie jest to Muzeum Przyrodnicze Instytutu Systematyki i Ewolucji Zwierząt PAN.
Zmarł w Nowym Sączu i został tam pochowany na Nowym Cmentarzu.